# Муррей, Дэвид
Дэвид Муррей (англ. David Murray; 1849, Глазго — 1933) — шотландский художник.

## Жизнь и творчество
Дэвид Муррей был сыном сапожника Джеймса Муррея. Изучал живопись в Школе искусств Глазго, был учеником Роберта Гринлиса. Писал преимущественно пейзажи. В 1905 году художник был принят в члены лондонской Королевской академии художеств. В 1918 году за заслуги в области искусства был посвящён в рыцари.
Муррей не был женат.
Работы Д.Муррея можно увидеть в различных художественных музеях Великобритании, в том числе в Королевской академии художеств и в Королевской Шотландской Академии.

## Галерея

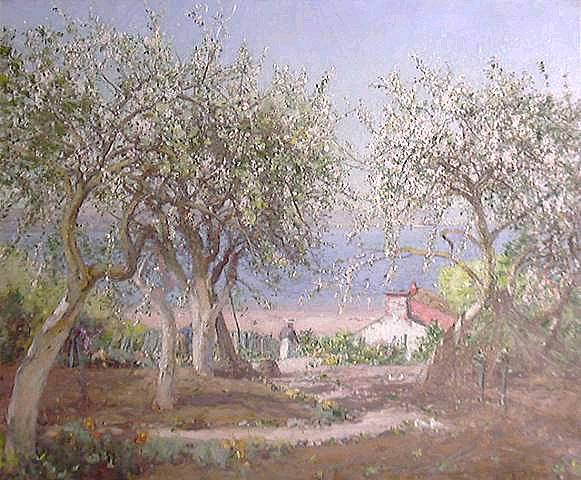
Счастливая Англия
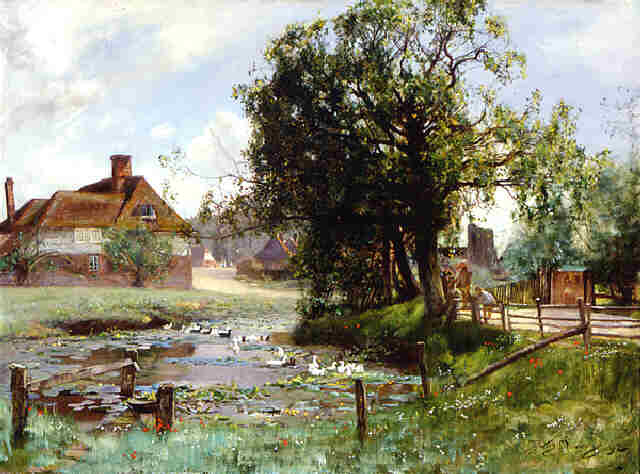
Село Утиный Пруд